# The Voyager
Pour les articles homonymes, voir Homo faber.
Pour plus de détails, voir Fiche technique et Distribution.
The Voyager (titre original : Homo Faber) est un film franco-germano-grec réalisé par Volker Schlöndorff, sorti en 1991.
Il s'agit d'une adaptation du roman Homo Faber de Max Frisch.

## Synopsis
Walter Faber (surnommé Homo Faber par sa fiancée d'autrefois) est un ingénieur au service de l'UNESCO. C'est un homme matérialiste et efficient qui aime son métier et la vie que ce métier lui fait mener. Il voyage en jeep, en bateau, en avion... Son temps se partage entre l'Europe et les deux Amériques, de Zurich à New York, de la place de la Concorde au désert de Tamaulipas, de Caracas à Athènes, et d'Avignon à Mexico. 
Un jour, l'avion qui devait l'emmener de New York au Venezuela tombe en panne dans le désert du Mexique. Hasards et coïncidences vont alors s'employer à bouleverser cette vie si bien réglée...

## Fiche technique
- Titre : The Voyager
- Titre original : Homo faber
- Réalisation : Volker Schlöndorff
- Scénario : Volker Schlöndorff et Rudy Wurlitzer, d'après le roman Homo Faber de Max Frisch
- Photographie : Jorjos Arvanitis et Pierre Lhomme
- Decors : Níkos Perákis
- Montage : Dagmar Hirtz et Suzanne Baron
- Musique : Stanley Myers
- Costumes : Barbara Baum
- Producteur : Eberhard Junkersdorf

Producteur exécutif : Bodo Scriba
Producteur délégué : Alexander von Esschwege
- Distributeur : Metropolitan Filmexport
- Pays de production :  Allemagne,  France,  Grèce
- Durée : 117 minutes
- Date de sortie : 
  - France : 4 septembre 1991

## Distribution
- Sam Shepard : Walter Faber
- Barbara Sukowa : Hanna
- Julie Delpy : Sabeth
- Deborah-Lee Furness : Ivy
- Dieter Kirchlechner (de) : Herbert Hencke
- Traci Lind : Charlene
- August Zirner (en) : Joachim Hencke
- Thomas Heinze : Kurt
- Bill Dunn : Lewine
- Peter Berling : Baptiste
- Lorna Farrar : Arlène
- Kathleen Matiezen : sténographe
- Lou Cutell : le portier
- Charley Hayward : Joe
- Irwin Wynn : Dick
- James Mathers : Pilot

## Autour du film
- Le tournage du film a commencé au printemps 1990 à Veracruz, dans une plantation de tabac où, 27 ans auparavant, en tant qu'assistant de Louis Malle, Volker Schlöndorff avait tourné des scènes de Viva Maria !
- Sam Shepard refusant de prendre l'avion, Volker Schlöndorff lui envoya une grande limousine avec deux chauffeurs pour qu'il fasse le voyage de son ranch en Virginie jusqu'à la fameuse plantation de Veracruz. Seulement, au Mexique, seuls les dealers voyagent dans ce genre de voiture. Sam Shepard fut donc arrêté par la police à Ciudad Juarez, et ne dut sa libération qu'à l'intervention d'un membre du gouvernement local qui savait qu'il s'agissait d'un acteur américain.